# مارك بوريل
مارك بوريل (بالإنجليزية: Mark Burrell)‏ هو فنان بريطاني، ولد في 1957.